# 鲁德尼亚 (伏尔加格勒州)
鲁德尼亚（羅馬化：Rudnya）是俄罗斯伏尔加格勒州的市级镇、鲁德尼亚区行政中心，位于顿河流域内捷尔萨河畔，在该河与其支流谢尔坎河（Щелкан）汇流处；在州府伏尔加格勒北方。
该地2021年人口有6,095人；2010年人口7,387；2002年人口8,044；1989年人口9,062。